# Nikos Sarganis
Nikos Sarganis (en griego: Νίκος Σαργκάνης; Rafina, Grecia; 13 de enero de 1954-Atenas, 8 de diciembre de 2024) fue un futbolista griego que jugó en la posición de guardameta.

## Carrera

### Club
| Periodo   | Club             | Apariciones | Goles |
| --------- | ---------------- | ----------- | ----- |
| 1974-1977 | Ilisiakos FC     | 89          | 0     |
| 1977-1980 | Kastoria FC      | 78          | 0     |
| 1980–1985 | Olympiacos FC    | 144         | 4     |
| 1985–1990 | Panathinaikos FC | 85          | 2     |
| 1990–1992 | Athinaikos FC    | 37          | 0     |

### Selección nacional
Sarganis jugó en 58 ocasiones con Grecia de 1980 a 1991. Su mejor actuación internacional fue el 15 de octubre de 1980 en una victoria por 1–0 en Copenhague ante Dinamarca. Después del partido la prensa danesa lo apodó Fantasma, por el cual fue conocido por el resto de su carrera.

### Nikos Sarganis se gana el apodo de “El Fantasma”
Su momento cumbre como internacional llegó el 15 de octubre de 1980, cuando salvó la victoria griega por 1-0 en Copenhague contra Dinamarca. La extraordinaria actuación de Sarganis en la portería permitió a Grecia mantener intacta su ventaja a pesar de la intensa presión danesa. Su actuación fue tan extraordinaria que la prensa danesa lo apodó “El Fantasma”, un título que lo acompañó durante toda su carrera.
Este partido sigue siendo un momento histórico no solo para Sarganis sino también para el fútbol griego, ya que demostró su capacidad para sobresalir bajo una inmensa presión y obtener resultados en el escenario internacional.

## Logros
- Alpha Ethniki: 1980–81, 1981–82, 1982–83, 1985-86, 1989-90
- Copa de Grecia: 1979-80, 1980–81, 1985-86, 1986-87, 1988-89